# Dictyna colona
Dictyna colona är en spindelart som beskrevs av Simon 1906. Dictyna colona ingår i släktet Dictyna och familjen kardarspindlar.
Artens utbredningsområde är Nya Kaledonien. Inga underarter finns listade i Catalogue of Life.